# 謝爾比尼夫卡 (普季夫利區)
51°26′37″N 33°45′47″E / 51.44361°N 33.76306°E
什切爾比尼夫卡（烏克蘭語：Щербинівка）是位於烏克蘭東北部的村莊，由蘇梅州科諾托普區的普蒂夫利市鎮負責管轄。該村距離沃洛基季涅1公里和安托尼夫卡2公里，海拔高度141米，2001年人口159。